# Tony Garnier
Tony Garnier (Lione, 13 agosto 1869 – Roquefort-la-Bédoule, 19 febbraio 1948) è stato un architetto e urbanista francese.
Viene ricordato in merito a progetti che sono stati all'origine di considerevoli progressi nella riflessione di numerosi architetti dell'epoca, su quella che consideravano essere l'Architettura Moderna, con particolare riferimento al pensiero socialista di fine Ottocento.

## Biografia
Nasce nel quartiere popolare lionese della Croix-Rousse, da madre tessitrice e padre disegnatore di sete. Fin da piccolo, di fronte alle condizioni di vita degli operai, si appassiona all'architettura, il modo per rispondere al problema sociale dell'abitazione: una delle sue maggiori preoccupazioni è quella di inventare un nuovo modo di concepire l'alloggio.
A 14 anni il giovane Tony Garnier inizia gli studi all'Ècole technique de la Martiniére a Terraux. Nel 1886 prosegue nell'École des Beaux-Arts di Lione, fino al 1889, quando parte per Parigi, dove, continuando a studiare all'école parigina, entra in contatto con il pensiero dei circoli socialisti e conosce Jean Jaurès ed Émile Zola.
A Parigi tenta in più occasioni il concorso per il Grand Prix, che vince nel 1899, permettendogli di essere ospitato per 4 anni a Roma, presso Villa Medici, al fine di studiare i monumenti antichi e l'architettura romana, ma dove inizia subito a lavorare al suo più importante progetto di urbanistica sociale, la Citè Industrielle.
Dopo essersi dedicato nel suo soggiorno romano a progetti con una forte dominante sociale, piuttosto che ad esercizi scolastici, nel 1904 Garnier presenta ad un concorso il primo piano generale del suo gigantesco progetto urbanistico, in linea con le utopie sociali di Charles Fourier. Con il titolo La Cité Industrielle il progetto è pubblicato nel 1917, in un volume riccamente illustrato. Lo schema si riferisce ad un insediamento di media grandezza (in realtà per la città di Lione), per gli abitanti e per l'equilibro natura-costruito.
Garnier fissa in primo luogo le caratteristiche geografiche e le condizioni demografiche da prevedere per l'insediamento di nuova fondazione, destinato a 35.000 abitanti. Il luogo “tipo” assegnato è una valle dominata da un'altura collinare e da un corso d'acqua utilizzato come fonte di energia elettrica. La presenza di un centro storico preesistente è l'ultima condizione di partenza. La persistenza di una rigorosa impronta classica è rintracciabile nel richiamo ai principi insediativi dell'antichità classica, in forte contrapposizione con le scelte ottocentesche di crescita compatta ed illimitata.
Si tratta di una visione territoriale della pianificazione, una segmentazione del tessuto urbano in zone funzionali ben distinte: quella industriale a contatto con la ferrovia e distaccata per motivi igienico-funzionali dalla zona residenziale, posta alle pendici di un promontorio collinare e separata da una fascia verde sia dalla zona industriale che da quella dei servizi del centro storico. A queste tre si aggiunge la zona ospedaliera, posta in alto sulla collina come un'acropoli moderna. Nella città c'è posto per l'industria non dannosa, che funziona con l'energia elettrica fornita da un'imponente centrale idroelettrica che sfrutta il corso d'acqua. Nei dintorni il verde, presente dappertutto, è concepito in linee d'alberi, aiuole fiorite, boschetti, come elemento di margine tra le zone funzionali.
Nel 1932, il progetto conosce la seconda e definitiva pubblicazione.
Nel 1904, alla fine del soggiorno romano, torna a Lione, dove gli viene affidato il primo cantiere all'interno del Parco della Tête d'Or dal sindaco Victòr Augagneur, che soddisfatto dell'operato lo raccomanda al proprio successore, il radicale Édouard Herriot.
Con Herriot, comincia una lunga e faticosa collaborazione, che vede la realizzazione dell'essenziale dei grandi lavori della città lionese, pubblicati ne “Les grands travaux”. Si sposa nel 1915 con Catherine Laville, trasferendosi a Saint-Rambert, nella villa di sua progettazione.
Tra il 1930 e il 1933 lavora al suo ultimo grande cantiere: la costruzione dell'Hotel de Ville di Boulogne-Billancourt. Entra in pensione nel 1938, dopo aver formato una generazione di architetti lionesi: questo periodo è quello più produttivo per la realizzazione di schizzi e disegni.
Muore il 19 gennaio 1948 a Roquefort-la-Bédoule senza discendenti. Il suo corpo viene trasferito nel cimitero della Croix-Rousse, il sobborgo lionese in cui è cresciuto.

## Scritti di Tony Garnier
- Une cité industrielle: étude pour la construction des villes, Parigi, Massin, 1917.
- L'oeuvre de Tony Garnier, Parigi, 1932.
- Le grands travaux de la ville de Lyon: études, projects et travaux exécutés, Parigi, Massin, 1921.
- Tusculum, Parigi, 1905.
- Quelques problèmes d'urbanisme, Parigi, 1927 (con introduzione di W. Kharochnick).

### Articoli su T.Garnier
- J. L. Cohen, Tony Garnier da Roma a Lione, RASSEGNA, n° 17, 1984.
- P. Scrivano, Urbanistica e costruzione della città in un caso storico: Tony Garnier e Lione, in STORIA URBANA, n° 65, 1993.
- S. Tintori, Tony Garnier e la sua idea politica e architettonica per la “città industriale”, in Casabella, n° 255, 1961.